# Phalarodon
Il falarodonte (gen. Phalarodon) è un rettile marino estinto, appartenente agli ittiosauri. Visse nel Triassico medio (Anisico - Ladinico, circa 244 - 240 milioni di anni fa) e i suoi resti fossili sono stati ritrovati in Nordamerica, in Cina, in Europa e nell'isola Spitsbergen.

## Descrizione
Questo animale doveva essere un piccolo ittiosauro, di lunghezza generalmente non superiore al metro e mezzo. Il corpo era compatto e, come tutti gli ittiosauri, era dotato di zampe simili a pinne. Al contrario di animali molto simili come Mixosaurus, Phalarodon possedeva caratteristiche come la parte anteriore di mandibola e mascella priva di denti, e una dentatura nella parte posteriore della bocca costituita da denti robusti e dalla punta ottusa, probabilmente adatti a una dieta durofaga. Inoltre Phalarodon era dotato di un sesto dito presente nella zampa anteriore. Il cranio, infine, era dotato di una grande cresta parietale, che si protendeva in avanti tra le orbite. Phalarodon, inoltre, era dotato di più file di denti a radice aperta presenti nella mascella, ma questi non erano disposti nei tipici solchi mascellari, bensì in appositi alveoli. 

## Classificazione
Il genere Phalarodon venne istituito nel 1910 da J. C. Merriam, sulla base di fossili ritrovati in Nordamerica in terreni del Triassico medio. La specie tipo è P. fraasi. Altre specie attribuite a questo genere sono P. callawayi, P. nordenskjoeldi (a volte considerata identica alla specie tipo), P. major e P. atavus (considerato però un genere a sé stante, Contectopalatus); resti simili a P. fraasi e P. atavus sono stati ritrovati in Cina, mentre resti di P. fraasi e P. nordenskjioeldi sono stati ritrovati a Spitsbergen.

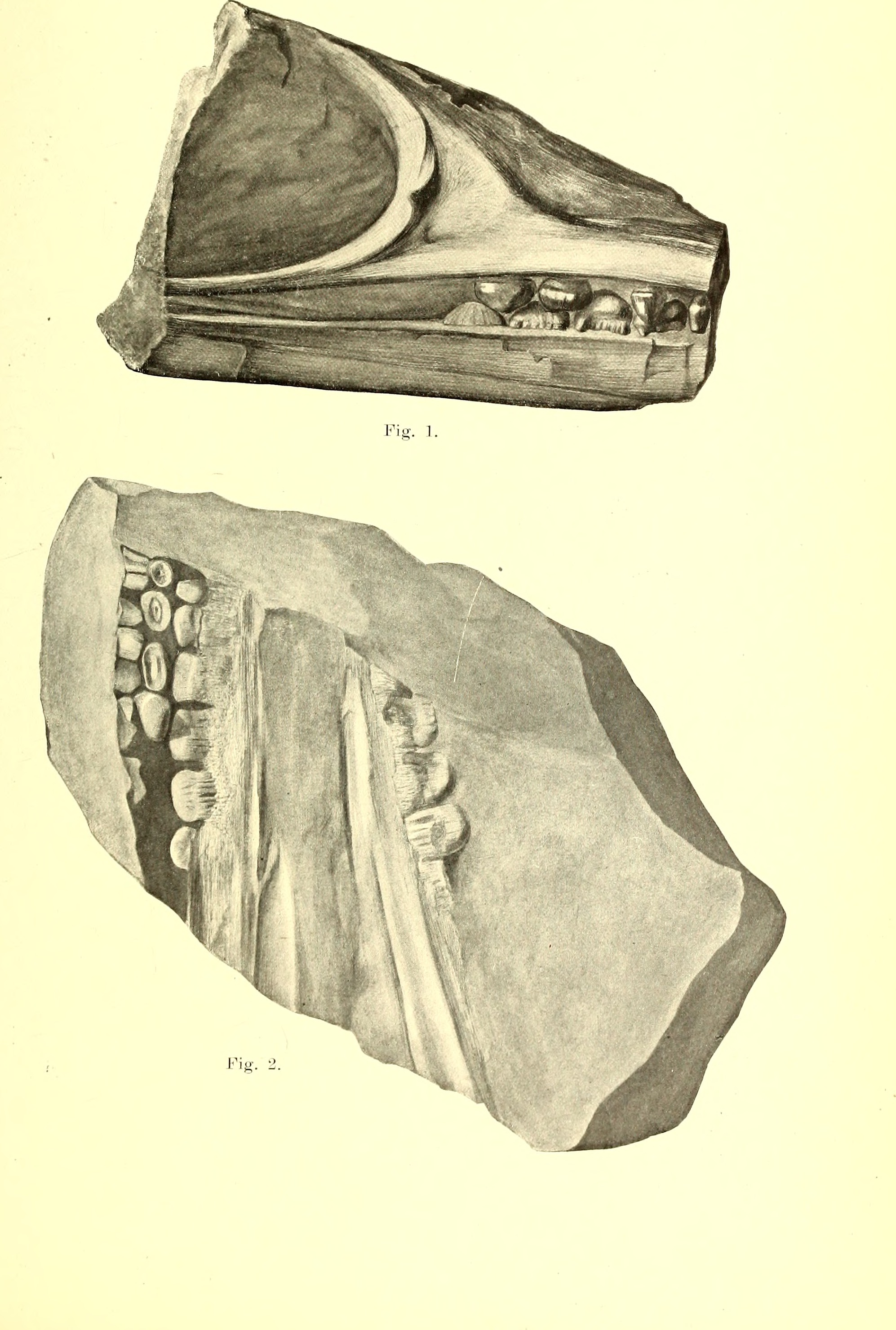
Cranio di Phalarodon fraasi

Phalarodon è stato a lungo considerato un nomen dubium o considerato identico a Mixosaurus (Jiang et al., 2003); ricerche più recenti hanno determinato la distinzione tra i due generi; Phalarodon sembrerebbe essere un rappresentante dei mixosauridi, dotato però di una netta specializzazione verso la durofagia.

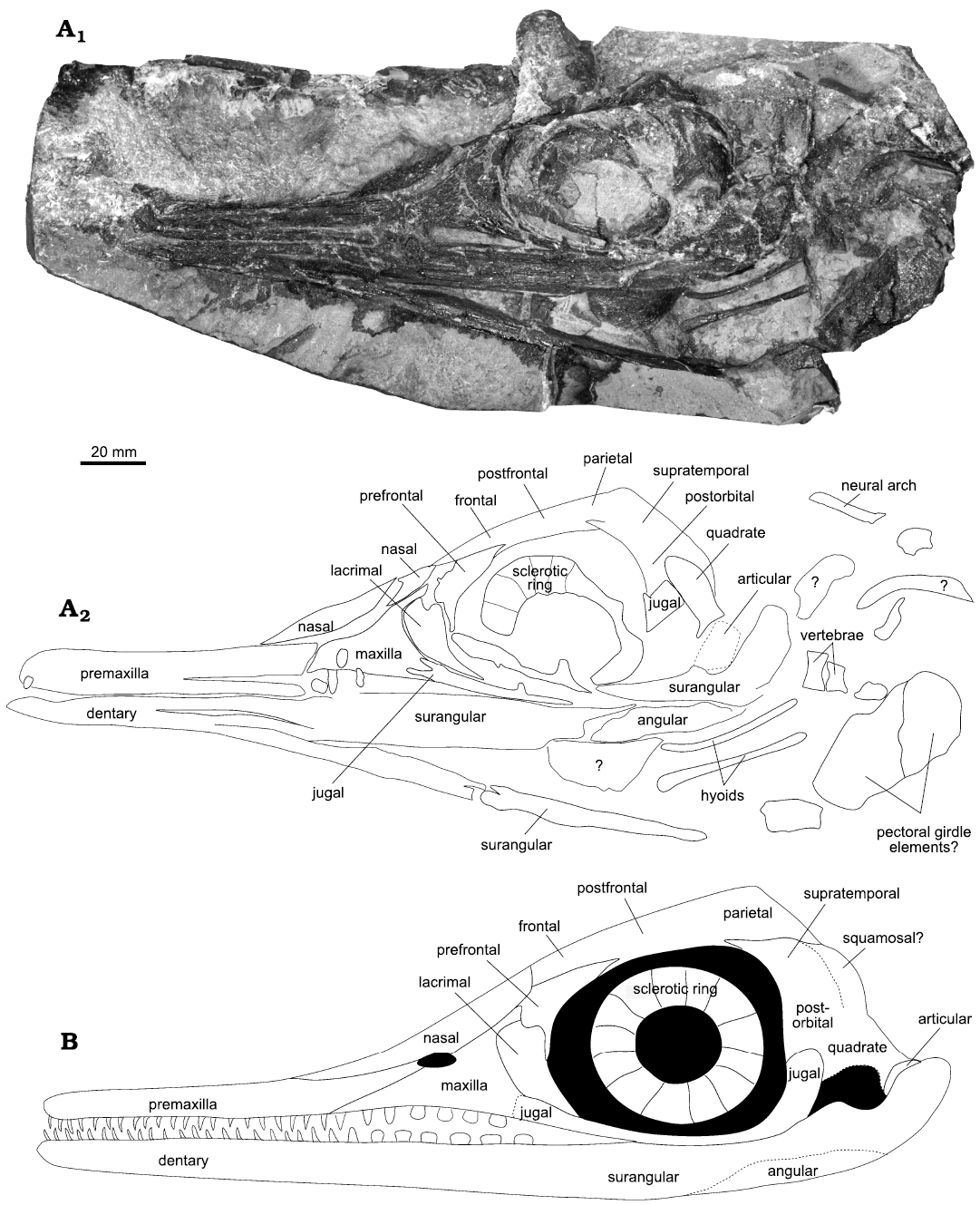
Cranio di Phalarodon fraasi

## Paleobiologia
Phalarodon, dotato di denti appuntiti nella parte anteriore e centrale delle mascelle e di denti smussati e robusti nella parte posteriore, era probabilmente un animale che poteva frantumare i gusci di animali di fondale.